# HD 194184
HD 194184，又名CD-4114024，SAO 230197、HR 7799，是一颗恒星，视星等为6.09，位于銀經0.35，銀緯-34.58，其B1900.0坐标为赤經20h 19m 7.1s，赤緯-41° -34.58′ 5″。